# Jolanta Sip
Jolanta Sip (ur. 4 lipca 1972 w Lublinie) – polska wokalistka, kompozytorka i autorka tekstów.
Absolwentka VI Liceum Ogólnokształcącego w Lublinie i Katolickiego Uniwersytetu Lubelskiego (kierunek: socjologia). Brązowa medalistka IV Mistrzostw Polski Tae-Kwon-Do I.T.F (1991) w kategorii „Układy Drużynowe Seniorów” (trener: Tadeusz Łoboda).

## Dorobek artystyczny
W oparciu o repertuar autorstwa Jana Kondraka, artystka odnotowała poniżej wymienione sukcesy:
- – Ogólnopolskie Spotkania z Poezją Śpiewaną i Piosenką Autorską Biłgoraj '95 – Nagroda Publiczności[2].
- – Świdnicka Jesień z Poezją '95 – 1 Nagroda.
- – Ogólnopolskie Spotkania z Piosenką Kabaretową Ospa '95 w Ostrołęce – Grand Prix.
- – Zimowa Giełda Piosenki w Opolu '96 – Złoty Wiatraczek.
- – Środowiskowa Giełda Piosenki Capowisko '96 w Lublinie – I Nagroda.
- – Festiwal Piosenki Studenckiej Łykend '96 we Wrocławiu – I Nagroda.
- – Studencki Festiwal Piosenki Kraków '96 – II Nagroda.
- – IV Festiwal Kultury Ekologicznej Józefów '96 – I Nagroda.
- – XVIII Ogólnopolski Przegląd Piosenki Turystycznej „Włóczęga '96” w Zielonej Górze – I Nagroda.
- – Recital w Radiu Lublin.
- – Recital w TV Polsat.
- – Udział w Koncercie „Przeboje Laureatów” XXXIII Krajowego Festiwalu Piosenki Polskiej Opole '96.
- – Grała i śpiewała główną rolę w przedstawieniu Teatru Scena 6 „Joplin – to ja”.
- – Od roku 1999 wokalistka Lubelskiej Federacji Bardów.

Równolegle z występami w Federacji prowadzi artystyczną działalność solową, którą można podzielić na dwa wyraźne etapy. W jej zespole akompaniującym występowali i występują muzycy Federacji (Paweł Odorowicz, Piotr Selim, Krzysztof Nowak, Tomasz Deutryk, Piotr Bogutyn), a także znani lubelscy instrumentaliści (m.in. Wojtek Cugowski i Bartek Węgliński).
Pierwszy etap działalności solowej charakteryzuje się dalszą współpracą z Janem Kondrakiem jako autorem (muzyka i słowa) repertuaru. Podsumowaniem tego okresu stała się płyta „A poza tym...”, która ukazała się z dużym opóźnieniem - w roku 2012, wydana przez Agencję Koncertową Ragtime z Lublina.
Po kilku latach przerwy Jolanta Sip sformowała w 2009 r. nowy zespół, w następującym składzie:.
- Piotr Bogutyn – gitary, kompozycje
- Jarosław Goś – gitara basowa, kontrabas, kompozycje
- Michał Iwanek – instrumenty klawiszowe, kompozycje
- Krzysztof Redas – perkusja
- Maksymilian Wosk – skrzypce

w roku 2012 Jarosława Gosia zastąpił Michał Wąsik
Sama wokalistka również komponuje, a także pisze teksty piosenek. Oprócz niej, autorami słów do nowych utworów są: Barbara Kondrak, Dana Parys-White, Jan Kondrak oraz Jacek Musiatowicz. Artystka sięgnęła również po teksty Jacka Kaczmarskiego.